# Киборг 2: Стеклянная тень
«Киборг 2: Стеклянная тень» (англ.  Cyborg 2: Glass Shadow ) — фантастический боевик о киборгах. Не рекомендуется лицам до 16 лет. Официальный кинодебют Анджелины Джоли.

## Сюжет
В 2074 году Земля охвачена борьбой крупнейших корпораций. Кобайяши Электроникс (Япония) и Пинуил Роботикс (США) сражаются за контроль над индустрией производства программного обеспечения и киборгов. Киборги заменили людей во всех отраслях: от солдата на поле боя до проститутки в борделе. Так как на карту поставлены миллиарды долларов, людям категорически запрещается проявление чувств к киборгам. В американской корпорации создан киборг в виде красивой женщины, в тело которой введена мощнейшая жидкая взрывчатка. Этот киборг должен пойти на переговоры с руководством японской корпорации и там взорваться, после чего акции японской корпорации рухнули бы, и конкурент был бы устранён; но учитель каратэ увлёкся ученицей-киборгом и рассказал ей всю правду. Когда она узнала, что обречена на смерть своими творцами, он пришёл ей на помощь…

## В ролях
| Актёр/Актриса   | Персонаж            |
| --------------- | ------------------- |
| Элиас Котеас    | Колсон «Кольт» Рикс |
| Анджелина Джоли | Казелла «Каш» Риз   |
| Эллин Гэрфилд   | Мартин Данн         |
| Билли Драго     | Дэнни Бенч          |
| Джек Пэлэнс     | Мэрси               |
| Рене Гриффин    | Дрина               |
| Рик Янг         | Бобби Лин           |
| Трейси Уолтер   | Вилд Кард           |